# Tilapia guinasana
Tilapia guinasana é uma espécie de peixe da família Cichlidae.
É endémica da Namíbia.